# Mahavir Prasad

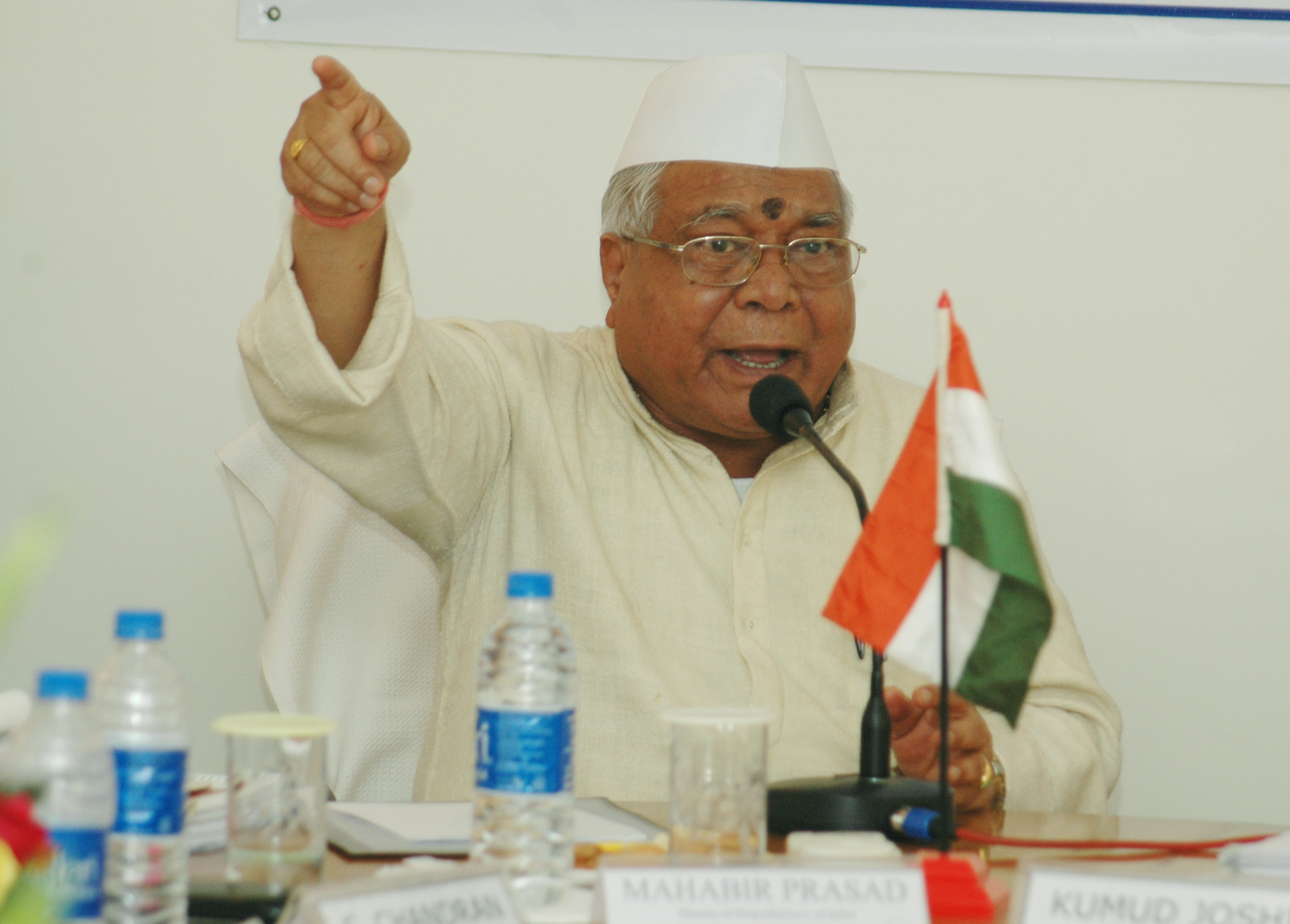
Mahavir Prasad, 2006

Mahavir Prasad (Hindi: महावीर प्रसाद Mahāvīr Prasād; * 11. November 1939 in Gorakhpur, Uttar Pradesh; † 28. November 2010 in Delhi) war ein indischer Politiker des Indischen Nationalkongresses (INC).

## Biografie
Nach dem Studium war er 34 Jahre lang als Lehrer für Geografie am Gandhi Inter College in Gorakhpur tätig. Prasad begann seine politische Laufbahn zunächst im Bundesstaat Uttar Pradesh und war dort von 1974 bis 1977 Mitglied der Legislativversammlung.
1980 wechselte er in die Bundespolitik und wurde als Kandidat des INC erstmals zum Mitglied des Unterhauses (Lok Sabha) gewählt und gehörte diesem nach seinen Wiederwahlen 1984 und 1989 von der siebten bis zum Ende der neunten Wahlperiode 1991 an. Während dieser Zeit war er zwischen Februar 1988 und Juli 1989 auch Vize-Minister für Eisenbahnen in der Regierung von Premierminister Rajiv Gandhi. Nach einer Kabinettsumbildung war er von Juli 1989 bis zum Ende von Gandhis Amtszeit im Dezember 1989 Staatsminister für Bergbau und Stahl im Bergbauministerium.
Am 14. Juni 1995 wurde er zum Gouverneur des Bundesstaates Haryana ernannt und hatte diese Funktion bis 2000 inne. Zwischenzeitlich war er zugleich vom 18. September bis zum 16. November 1995 sowie erneut vom 23. April 1996 bis zum 26. Juli 1997 Gouverneur des Bundesstaates Himachal Pradesh. 2004 wurde Prasad wiederum zum Mitglied der Lok Sabha gewählt und gehörte dieser nach seiner Wiederwahl 2009 als Vertreter des Wahlkreises Bansgaon von der 14. Legislaturperiode bis zu seinem Tode an.
Premierminister Manmohan Singh berief ihn kurz nach den Wahlen zur 14. Lok Sabha am 22. Mai 2004 in die neu gebildete Regierung zum Minister für Kleinindustrie sowie für Agrar- und ländliche Industrien. Dieses Amt bekleidete Prasad bis zum 22. Mai 2009.